# Rabiou Sankamao
Rabiou Sankamao (Djougou, 12 ottobre 2003) è un calciatore beninese, difensore del Wydad Fès e della nazionale beninese.

## Caratteristiche tecniche
Gioca come terzino sinistro.

## Carriera

### Club
Sankamao ha iniziato la sua carriera calcistica in Benin con l'ASPAC, con cui ha esordito nel corso del 2022. Nel 2025 si trasferisce nella seconda divisione marocchina al Wydad Fès.

### Nazionale
Ha debuttato con la nazionale beninese il 29 marzo 2023 nell'incontro di qualificazione per la Coppa d'Africa 2023 vinto 3-0 contro il Ruanda.

## Statistiche

### Cronologia presenze e reti in nazionale
| Cronologia completa delle presenze e delle reti in nazionale ― Benin | Cronologia completa delle presenze e delle reti in nazionale ― Benin | Cronologia completa delle presenze e delle reti in nazionale ― Benin | Cronologia completa delle presenze e delle reti in nazionale ― Benin | Cronologia completa delle presenze e delle reti in nazionale ― Benin | Cronologia completa delle presenze e delle reti in nazionale ― Benin | Cronologia completa delle presenze e delle reti in nazionale ― Benin | Cronologia completa delle presenze e delle reti in nazionale ― Benin |
| Data                                                                 | Città                                                                | In casa                                                              | Risultato                                                            | Ospiti                                                               | Competizione                                                         | Reti                                                                 | Note                                                                 |
| -------------------------------------------------------------------- | -------------------------------------------------------------------- | -------------------------------------------------------------------- | -------------------------------------------------------------------- | -------------------------------------------------------------------- | -------------------------------------------------------------------- | -------------------------------------------------------------------- | -------------------------------------------------------------------- |
| 29-3-2023                                                            | Kigali                                                               | Ruanda                                                               | 0 – 3                                                                | Benin                                                                | Qual. Coppa d'Africa 2023                                            | -                                                                    | 46’                                                                  |
| 17-6-2023                                                            | Cotonou                                                              | Benin                                                                | 1 – 1                                                                | Senegal                                                              | Qual. Coppa d'Africa 2023                                            | -                                                                    |                                                                      |
| 16-3-2024                                                            | Amiens                                                               | Senegal                                                              | 1 – 0                                                                | Benin                                                                | Amichevole                                                           | -                                                                    | 90’                                                                  |
| 20-3-2025                                                            | Harare                                                               | Zimbabwe                                                             | 2 – 2                                                                | Benin                                                                | Qual. Mondiali 2026                                                  | -                                                                    | 86’                                                                  |
| Totale                                                               |                                                                      | Presenze                                                             | 4                                                                    |                                                                      | Reti                                                                 | 0                                                                    |                                                                      |